# Тарику Джуфар
Тарику Джуфар — эфиопский легкоатлет, который специализируется в марафоне.
Профессиональную карьеру начал в 2003 году, когда занял 2-е место на чемпионате Эфиопии по полумарафону. В результате этого чемпионата отобралася на чемпионат мира по полумарафону 2003 года, где занял 17-е место с результатом 1:03.23. На чемпионате мира по полумарафону 2007 года занял 18-е место — 1:01.28
Личный рекорд в марафоне — 2:06.51.

## Достижения
- 3-е  место на Стамбульском марафоне 2007 года — 2:11.05
- 3-е место на Гамбургском марафоне 2008 года — 2:08.10
- 2-е место на Лос-Анджелесском марафоне 2009 года — 2:09.32
- Победитель Бейрутского марафона 2011 года — 2:11.14
- Победитель Хьюстонского марафона 2012 года — 2:06.51
- 2-е место на марафоне озера Бива 2013 года — 2:08.37
- Победитель Оттавского марафона 2013 года — 2:08.05

## Сезон 2014 года
16 марта занял 4-е место на Сеульском марафоне с результатом 2:07.02.
19 октября занял 2-е место на Toronto Waterfront Marathon — 2:08.37.